# Gālesh Kalām (ort i Iran)
Gālesh Kalām (persiska: Gālesh Kalām-e Leylā Kūh, گالش کلام) är en ort i Iran.   Den ligger i provinsen Gilan, i den norra delen av landet, 200 km nordväst om huvudstaden Teheran. Gālesh Kalām ligger 62 meter över havet och antalet invånare är 199.
Terrängen runt Gālesh Kalām är kuperad åt sydväst, men åt nordost är den platt. Runt Gālesh Kalām är det mycket tätbefolkat, med 1 018 invånare per kvadratkilometer. Närmaste större samhälle är Lāhījān, 11,8 km väster om Gālesh Kalām. I omgivningarna runt Gālesh Kalām växer i huvudsak blandskog.